# Кор-Кошево
Кор-Кошево — деревня в Сонковском районе Тверской области России, входит в состав Горского сельского поселения.

## География
Деревня расположена в 8 км на север от центра поселения деревни Горка и в 19 км на северо-запад от районного центра Сонково.

## История
В 1816 году на погосте Корельское Кошево была построена каменная Сретенская церковь с 3 престолами.
В конце XIX — начале XX века погост Корельское Кошево входил в состав Бокаревской волости Бежецкого уезда Тверской губернии.  
С 1929 года деревня входила в состав Бережковского сельсовета Сонковского района Бежецкого округа Московской области, с 1935 года — в составе Калининской области, с 1954 года — в составе Горского сельсовета, с 2005 года — центр Горского сельского поселения.

## Население
| 1859 | 2010 |
| ---- | ---- |
| 34   | ↘1   |

## Достопримечательности
В Кор-Кошеве расположена недействующая Церковь Сретения Господня (1816).